# Emison da Conceiçao
Emison da Conceiçao, más conocido como Roberval (Recife, Brasil, 27 de junio de 1985), es un futbolista brasileño. Juega de delantero en Juventud Alianza (San Juan).

## Clubes
| Club                     | País        | Año        |
| ------------------------ | ----------- | ---------- |
| Santa Cruz Futebol Clube | Brasil      | 2006-2007  |
| San Martín de San Juan   | Argentina   | 2008-2009  |
| Audax Italiano           | Chile       | 2009-2010  |
| San Martín de San Juan   | Argentina   | 2010-2012  |
| Juventud Alianza         | [ Argentina | 2012- 2020 |
| Sportivo Peñarol         | [ Argentina | 2020- 2021 |